# 味鄒尼師今

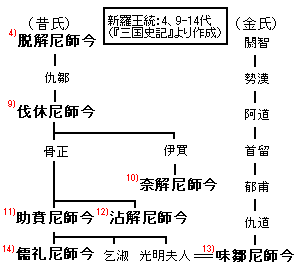
三国史记中的新罗国世系

味鄒尼師今（190年—284年）或味炤尼師今，新羅第13代君主，姓金、為第一位金氏新羅君主、金氏始祖金閼智之後人，出身为雞林中拾得的金閼智的后人。脫解尼師今得金閼智，養於宮中，後拜為大輔。金閼智與阿婁夫人生勢漢、勢漢與阿好夫人生阿道、阿道與加市夫人生首留、首留與舍利夫人生郁甫。  父金仇道為郁甫與好禮夫人之子，母朴氏述禮夫人為葛文王伊柒之女，妃昔氏光明王后為助賁王與阿爾兮王后之女。
沾解尼師今死後無子，國人推味鄒尼師今以助賁尼師今之女婿身份繼位是為新羅金氏首任君主。
即位后第二年二月，封仇道為葛文王。
在位年間多次與百濟作戰。味鄒尼師今薨、葬大陵（一云竹長陵）。